# HD173344
HD173344 — хімічно пекулярна зоря спектрального класу A1, що має видиму зоряну величину в смузі V приблизно  7,4.
Вона  розташована на відстані близько 534,7 світлових років від Сонця.